# North American T-28 Trojan
North American Aviation T-28 Trojan var ett enmotorigt propellerflygplan som användes av United States Air Force och United States Navy som skolflygplan och även som lätt attackflygplan under Vietnamkriget.